# Wifak Baladiat Aïn Benian
 (décembre 2023).
La mise en forme du texte ne suit pas les recommandations de Wikipédia : il faut le « wikifier ».
Les points d'amélioration suivants sont les cas les plus fréquents. Le détail des points à revoir est peut-être précisé sur la page de discussion.
- Les titres sont pré-formatés par le logiciel. Ils ne sont ni en capitales, ni en gras.
- Le texte ne doit pas être écrit en capitales (les noms de famille non plus), ni en gras, ni en italique, ni en « petit »…
- Le gras n'est utilisé que pour surligner le titre de l'article dans l'introduction, une seule fois.
- L'italique est rarement utilisé : mots en langue étrangère, titres d'œuvres, noms de bateaux, etc.
- Les citations ne sont pas en italique mais en corps de texte normal. Elles sont entourées par des guillemets français : « et ».
- Les listes à puces sont à éviter, des paragraphes rédigés étant largement préférés. Les tableaux sont à réserver à la présentation de données structurées (résultats, etc.).
- Les appels de note de bas de page (petits chiffres en exposant, introduits par l'outil «  Source ») sont à placer entre la fin de phrase et le point final[comme ça].
- Les liens internes (vers d'autres articles de Wikipédia) sont à choisir avec parcimonie. Créez des liens vers des articles approfondissant le sujet. Les termes génériques sans rapport avec le sujet sont à éviter, ainsi que les répétitions de liens vers un même terme.
- Les liens externes sont à placer uniquement dans une section « Liens externes », à la fin de l'article. Ces liens sont à choisir avec parcimonie suivant les règles définies. Si un lien sert de source à l'article, son insertion dans le texte est à faire par les notes de bas de page.
- La présentation des références doit suivre les conventions bibliographiques. Il est recommandé d'utiliser les modèles {{Ouvrage}}, {{Chapitre}}, {{Article}}, {{Lien web}} et/ou {{Bibliographie}}. Le mode d'édition visuel peut mettre en forme automatiquement les références.
- Insérer une infobox (cadre d'informations à droite) n'est pas obligatoire pour parachever la mise en page.

Pour une aide détaillée, merci de consulter Aide:Wikification.
Si vous pensez que ces points ont été résolus, vous pouvez retirer ce bandeau et améliorer la mise en forme d'un autre article.
Maillots
Le Wifak Baladiat Aïn Benian (en arabe : وفاق بلدية عين بنيان), plus couramment abrégé en WB Aïn Benian ou encore en WBAB, est un club algérien de football fondé en 1936 et basé dans la commune d'Aïn Benian à Alger.

## Histoire
Le club évolue en deuxième division, mais sans jamais atteindre la première division .
Après l’indépendance de l'Algérie, le WBAB (Stade Guyotville) intègre le championnat national en Critérium Honneur 1962-1963,, le 7 octobre 1962, championnat organisé sous forme de 5 groupes de 10 clubs chacun. Le  WB Ain Benian (Stade Guyotville) commence dans le Groupe III  d'Alger,, et se classe deuxième de son groupe.
Lors de la saison 1963-1964, le club participe au championnat national de Division d'honneur 1962-1963, au sein du groupe Algérois.
Actuellement, il évolue en Inter Région Alger, la D3 du football algérien.

## Palmarès
| Compétitions nationales                                              |
| -------------------------------------------------------------------- |
| - Ligue d'Alger,: - Division Promotion d'Honneur : - Champion : 1948 |

## Personnalités du club

### Présidents
- E.Franzoni
- J.Villanti

### Entraîneurs
- Charles Vidal
- Pierre Izzo
- Dominique Zattara
- Couard
- Tampowski
- Robert Vitielo

### Anciens joueurs
Quelques joueurs qui ont marqué l'histoire de WB Ain Benian.
- Joseph Garrigos
- Robert Buigues
- Islam Slimani

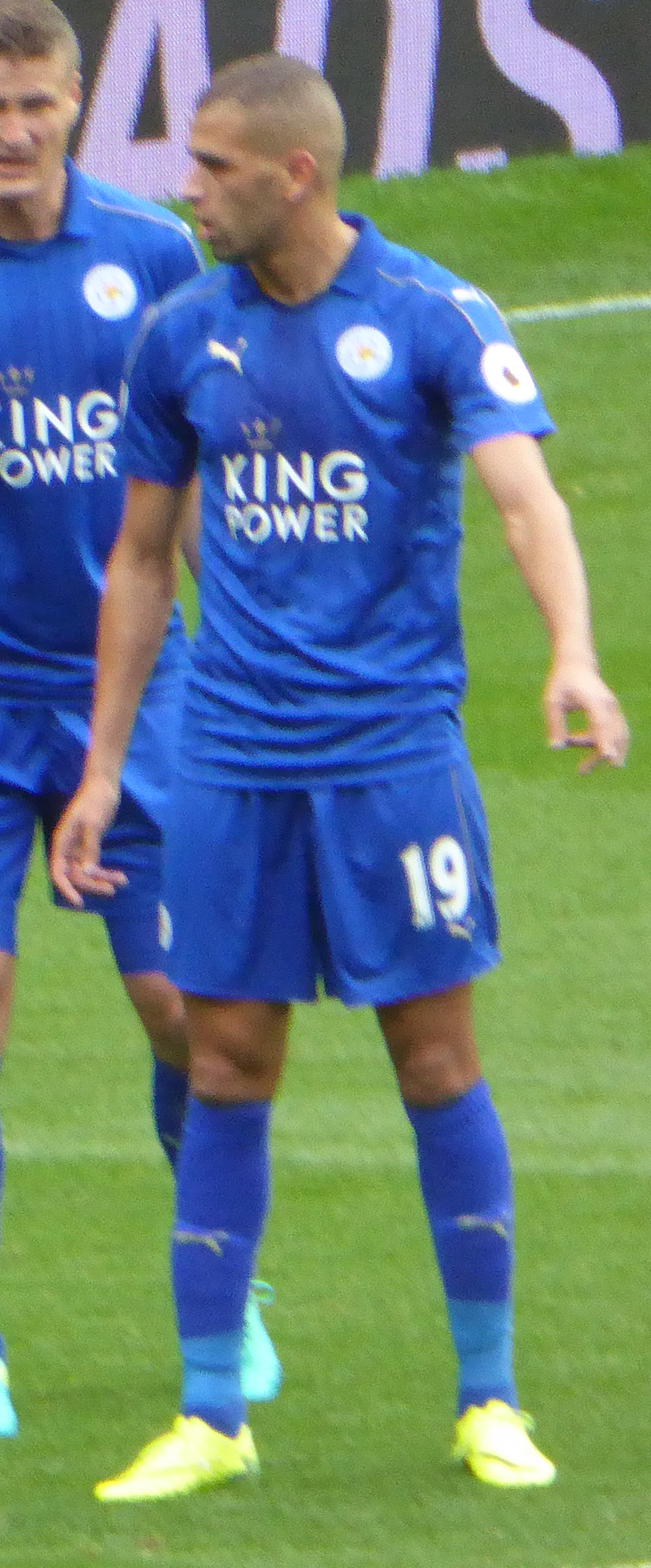
Islam Slimani, joueur formé au club.

## Parcours

### Classement en championnat par année
- 1962-63 : CH Centre Gr.III, 2e
- 1963-64 : D1, DH Centre, 16e
- 1964-65  : D2, DH Centre, 12e
- 1965-66 : D2, DH Centre, 16e
- 1966-67 : D4, DPH Centre Gr.?, ?e
- 1967-68 : D?, ?e
- 1968-69 : D?, ?e
- 1969-70 : D?, ?e
- 1970-71 : D?, ?e
- 1971-72 : D?, ?e
- 1972-73 : D?, ?e
- 1973-74 : D?, ?e
- 1974-75 : D?, ?e
- 1975-76 : D?, ?e
- 1976-77 : D?, ?e
- 1977-78 : D?, ?e
- 1978-79 : D?, ?e
- 1979-80 : D?, ?e
- 1980-81 : D?, ?e
- 1981-82 : D?, ?e
- 1982-83 : D?, ?e
- 1983-84 : D?, ?e
- 1984-85 : D?, ?e
- 1985-86 : D?, ?e
- 1986-87 : D?, ?e
- 1987-88 : D?, ?e
- 1988-89 : D?, ?e
- 1989-90 : D?, ?e
- 1990-91 : D?, ?e
- 1991-92 : D?, ?e
- 1992-93 : D?, ?e
- 1993-94 : D?, ?e
- 1994-95 : D?, ?e
- 1995-96 : D?, ?e
- 1996-97 : D?, ?e
- 1997-98 : D3, Régional Centre, ?e
- 1998-99 : D2, Division 2 Centre, 9e
- 1999-00 : D3, National 2 Centre, 7e
- 2000-01 : D3, Régional Centre, 6e
- 2001-02 : D3, Régional Centre, ?e
- 2002-03 : D3, Régional Centre, 16e
- 2003-04 : D3, Régional 1 Alger, 7e
- 2004-05 : D4, Régional 1 Alger,?e
- 2005-06 : D?, ?e
- 2006-07 : D?, ?e
- 2007-08 : D?, ?e
- 2008-09 : D?, ?e
- 2009-10 : D?, ?e
- 2010-11 : D?, ?e
- 2011-12 : D?, ?e
- 2012-13 : D?, ?e
- 2013-14 : D?, ?e
- 2014-15 : D?, ?e
- 2015-16 : D?, ?e
- 2016-17 : D?, ?e
- 2017-18 : D?, ?e
- 2018-19 : D?, ?e
- 2019-20 : D?, ?e
- 2020-21 : D5, saison blanche
- 2021-22 : D5, maintien
- 2022-23 : D5, maintien
- 2023-24 : D5, accession en D4
- 2024-25 : D4, accession en D3
- 2025-26 : D3, ??

### Parcours en coupe d'Algérie
- 1962-63 : ?
- 1963-64 : 1/32 finale (2-0 vs CR Belcourt)
- 1964-65 : ?
- 1965-66 : 1/32 finale (2-1 vs USM Blida)
- 1966-67 : ?
- 1967-68 : ?
- 1968-69 : ?
- 1969-70 : ?
- 1970-71 : ?
- 1971-72 : ?
- 1972-73 : ?
- 1973-74 : ?
- 1974-75 : ?
- 1975-76 : ?
- 1976-77 : ?
- 1977-78 : ?
- 1978-79 : ?
- 1979-80 : ?
- 1980-81 : ?
- 1981-82 : ?
- 1982-83 : ?
- 1983-84 : ?
- 1984-85 : ?
- 1985-86 : ?
- 1986-87 : ?
- 1987-88 : ?
- 1988-89 : ?
- 1989-90 : Édition annulée
- 1990-91 : ?
- 1991-92 : ?
- 1992-93 : Édition annulée
- 1993-94 : ?
- 1994-95 : ?
- 1995-96 : ?
- 1996-97 : ?
- 1997-98 : ?
- 1998-99 : ?
- 1999-00 : ?
- 2000-01 : ?
- 2001-02 : ?
- 2002-03 : ?
- 2003-04 : ?
- 2004-05 : ?
- 2005-06 : ?
- 2006-07 : ?
- 2007-08 : ?
- 2008-09 : ?
- 2009-10 : ?
- 2010-11 : ?
- 2011-12 : ?
- 2012-13 : ?
- 2013-14 : ?
- 2014-15 : ?
- 2015-16 : ?
- 2016-17 : ?
- 2017-18 : ?
- 2018-19 : ?
- 2019-20 : ?
- 2020-21 : Édition annulée